# Bigmouth Strikes Again
«Bigmouth Strikes Again» — пісня британського рок-гурту The Smiths з альбому The Queen Is Dead.

## Про пісню
Лірика описує розчарування головного героя переслідуванням іншими за його коментарі, на які він відповідає «Я тільки жартував». В пісні головний герой порівнює себе з Жанною д'Арк, коли полум'я піднялося до її римського носа. Рядок «І її Walkman почав плавитися» часто змінюється Морріссі на концертах, на більш технологічно сучасний: «і її iPod почав плавитися». Сингл містив фотографію Джеймса Діна. Джеймс Дін є кумиром Морріссі, який навіть написав про нього книгу під назвою James Dean Is Not Dead.

## Інші виконання
Британський гурт The Ukrainians включив пісню Bigmouth Strikes Again до свого синглу 1992 року "Pisni iz the Smiths", який складався з перекладів на українську мову чотирьох пісень The Smiths. В українському перекладі після мала назву Батяр.

## Список композицій
| 7" RT192 | 7" RT192                   | 7" RT192   |
| #        | Назва                      | Тривалість |
| -------- | -------------------------- | ---------- |
| 1.       | «Bigmouth Strikes Again»   | 3:12       |
| 2.       | «Money Changes Everything» | 4:40       |

| 12" RTT192 | 12" RTT192                 | 12" RTT192 |
| #          | Назва                      | Тривалість |
| ---------- | -------------------------- | ---------- |
| 1.         | «Bigmouth Strikes Again»   | 3:12       |
| 2.         | «Money Changes Everything» | 4:40       |
| 3.         | «Unloveable»               | 3:54       |

## Позиції в чартах
| Країна             | Позиція |
| ------------------ | ------- |
| Бельгія (Фландрія) | 38      |
| Велика Британія    | 26      |
| Нідерланди         | 32      |
| Нова Зеландія      | 40      |